# Hortense Millet-Maurin
Répertoire
Giselle, La Fille mal gardée...
Scènes principales
Opéra national de Paris
Hortense Millet-Maurin est une danseuse française.

## Biographie
Hortense Millet-Maurin est née le 13 mai 2004 à Neuilly-sur-Seine. Elle est la fille de la chorégraphe et danseuse étoile française Elisabeth Maurin. Elle a également un frère, Gauthier Millet-Maurin, actuellement élève à l'École de danse de l'Opéra national de Paris.  

## Sur scène

### Dans le corps de ballet de l'Opéra
Hortense Millet-Maurin est engagée dans le Corps de ballet de l'Opéra national de Paris en 2022, à l'issue de sa formation à la prestigieuse École de danse de l'Opéra national de Paris, qu'elle intègre en 2015. Après le premier concours de promotion interne, l'Association pour le rayonnement de l'Opéra national de Paris lui remet son prix « Jeunes espoirs ». Dans les colonnes du Figaro, la critique de danse Ariane Bavelier dit d'elle qu'elle a « la finesse d'une porcelaine de Saxe et la vivacité d'une flamme ». 
Elle est promue coryphée en 2023, et danse le rôle de la princesse Pirlipat, dans Casse-Noisette, sur la scène de l'Opéra national de Grèce, les 23 et 24 décembre 2023. L'orchestre était dirigé par Yorgos Ziavras.  
Hortense Millet-Maurin est promue sujet en 2024, après seulement deux ans dans la compagnie. Elle danse la même année un rôle de soliste remarqué dans La Fille mal gardée, avec Antoine Kirscher, ainsi qu'un pas de deux des vendangeurs dans Giselle, sur la scène du Palais Garnier, à Paris,. 
En 2025, elle danse le pas de deux de l'Oiseau bleu avec Aurélien Gay dans La Belle au bois dormant, sur la scène de l'Opéra Bastille, à Paris. 

### Répertoire
Giselle (pas de deux des vendangeurs, une Willi) ; La Fille mal gardée ; La Somnambule ;  Le Lac des cygnes ; Casse-Noisette (la princesse Pirlipat) ; Mayerling ; Paquita ; La Belle au bois dormant (la princesse Florine)...

## Récompenses
- 2022 : prix « Jeunes espoirs » de l'Association pour le rayonnement de l'Opéra national de Paris[2].
- 2025 : prix de la Danse de l'Association pour le rayonnement de l'Opéra national de Paris